# アイ・ラブ・ハウ・ユウ・ラブ・ミー
「アイ・ラブ・ハウ・ユウ・ラブ・ミー」（I love how you love me）は、1961年にパリス・シスターズが発表した楽曲。作詞作曲はバリー・マンとラリー・コルバー。日本ではモコ・ビーバー・オリーブが1969年にヒットさせた「わすれたいのに」のオリジナルとして知られている。

## 解説
パリス・シスターズのバージョンは全米5位を記録した（邦題：貴方っていい感じ）。パリス・シスターズはアルベス、プリシラ、シェレル・パリスの3姉妹からなるグループ。フィル・スペクターがプロデュースした
1968年にはボビー・ヴィントンが録音し12月に全米9位を記録しゴールド・ディスクを獲得した。ボビーのバージョンはバースが省略されている（邦題：こんなに愛しているのに）。
ヴィントンのバージョンのヒットを受けて、1969年、モコ・ビーバー・オリーブの女性3人のコーラスによる録音で邦盤の形でヒットした。邦題は「わすれたいのに」。

## カバー・バージョン
- バリー・マン - 『フー・プット・ザ・ボンプ』 - Who Put the Bomp（1963年）収録
- クロディーヌ・ロンジェ - 『恋の面影』 - The Look of Love（1967年）収録
- レイ・コニフ&ザ・シンガーズ - I Love How You Love Me（1969年）収録
- パーシー・フェイス - Those Were The Days（1970年）収録
- レターメン - I Have Dreamed（1969年）収録
- ピーター・ネロ - 『ピーター・ネロの世界』 - I've Gotta Be Me（1968年）収録[3]
- ブライアン・フェリー - 『愚かなり、わが恋』 - These Foolish Things（1973年）収録
- リン・アンダーソン - シングル（1979年）
- グレン・キャンベル - シングル（1983年）[4]
- クレイマー - The Brill Building（2012年）収録

## 日本におけるカバー・バージョン
- モコ・ビーバー・オリーブ - アルバム『わすれたいのに』（1969年）収録[2]
- アン・ルイス - アルバム『Cheek II』（1982年）収録
- 斉藤由貴 - アルバム『Moi』（1994年）収録
- 由紀さおり - アルバム『1969』（2011年）収録[5]
- 細野晴臣 - アルバム『Heavenly Music』（2013年）収録
- 大滝詠一 - アルバム『NIAGARA CONCERT '83』（2019年）の初回限定盤のDISC-2『EACH Sings Oldies from NIAGARA CONCERT』に収録